# Ілзе Ґраубіня
І́лзе Гра́убіня (латис. Ilze Graubiņa; 8 листопада 1941 — 24 січня 2001) — латвійська піаністка і педагог. Дочка й учениця композитора Екаба Граубіня.
Закінчила Московську консерваторію, де вчилася у А. Шацкеса і Я. Флієра. В 1964 році виграла в Лейпцизі Міжнародний конкурс імені Йоганна Себастьяна Баха. Протягом багатьох років  викладала в Ризькій консерваторії.